# Incidental music
Incidental music là phần âm nhạc trong một vở kịch, chương trình truyền hình, chương trình radio phát thanh, video game, phim hoặc một số loại hình giải trí khác không mang tính chất âm nhạc. Thuật ngữ này ít khi được áp dụng cho nhạc phim, loại âm nhạc như vậy thì lại được gọi là "film score" hoặc "soundtrack".
Incidental music thường được xem là một trong nhiều loại nhạc nền, và nó giúp làm cho bầu không khí thêm sinh động. Thể loại nhạc thường mang những nốt trầm thấp, báo hiệu một cái gì đó đáng lo ngại sắp xảy đến, hoặc một sự kiện bất ngờ, hay làm tăng thêm phần sinh động cho những câu chuyện đang được kể. Incidental music cũng đôi khi bao gồm nhiều đoạn dạo đầu, được phát những lúc chuyển cảnh trong kịch, hoặc lúc hạ màn của một tiết mục, trước các phần nghỉ giải lao, thông thường có trong một vài vở kịch của thế kỷ 19. Đôi khi các vở kịch còn cần đến các nghệ sĩ biểu diễn âm nhạc ngay trên sân khấu.
Việc sử dụng incidental music có lẽ bắt đầu từ những vở kịch cổ Hy Lạp. Một số nhà soạn nhạc cổ điển châu Âu đã viết các đoạn nhạc này cho một số vở kịch, trong đó có thể kể đến những tên tuổi nổi tiếng như Ludwig van Beethoven với Egmont music, Franz Schubert với Rosamunde music, Felix Mendelssohn với Midsummer Night's Dream music, Georges Bizet với L'Arlésienne music, và Edvard Grieg soạn phần nhạc Henrik Ibsen cho vở Peer Gynt. Các phần nhạc này thường được biểu diễn hòa tấu bên ngoài sân khấu. Các giọng hát trong nhạc incidental music, bao gồm những phần bè trong các tác phẩm vừa kể trên, không nên nhầm lẫn với phần bè của một Broadway hay của nhạc phim, những loại nhạc này thường có lời của nhân vật trực tiếp và dẫn chuyện.
Một số loại âm nhạc đầu tiên mà sau này được gọi là incidental music, có trong các semi-opera, quasi-opera, ca vũ kịch (masque), chương trình tạp kỹ (vaudeville) và  kịch mê lô (melodrama).
Thể loại nhạc incidental music không bao gồm các đoạn nhạc được sáng tác cho các buổi trình diễn hòa tấu, như những khúc dạo đầu được đặt tên sau một vở kịch, ví dụ, khúc dạo đầu Coriolanus của Beethoven, hoặc Romeo and Juliet của Tchaikovsky.
Các nhà soạn nhạc hiện đại của dòng nhạc này bao gồm John White và Lorenzo Ferrero.

## Liên kết mở rộng
- The Foresters Web Opera Lưu trữ ngày 3 tháng 9 năm 2006 tại Wayback Machine – Score by Sir Arthur Sullivan for a play by Alfred, Lord Tennyson, with additional music arranged by persons unknown. Available online in an extremely complete state, down to the shortest trumpet fanfare, and thus an extremely useful example of Victorian incidental music.